# Gouvernement provisoire de Virginie
Le gouvernement provisoire de Virginie (dans la terminologie unioniste, Restored Government of Virginia, gouvernement restauré de Virginie, par opposition au gouvernement de Virginie reconnu par les confédérés après que cet État a approuvé par référendum son décret de sécession).
fut le gouvernement unioniste  de Virginie durant la Guerre de Sécession. De 1861 à août 1863 il siégea à Wheeling, du 26 août 1863 à juin 1865 il se réunit à Alexandria. Le gouvernement provisoire n'avait que des fonctions exécutive et législative ; il ne créa pas d'institutions judiciaires.

## Création
Quand le second congrès de Wheeling s'assembla pour sa première session, en juin 1861, il promulgua le texte « Une Déclaration du peuple de Virginie » qui proclamait que le gouvernement de l'État était vacant. Le congrès élut alors un nouveau gouverneur et nomma les responsables de son administration, ainsi que le gouvernement de ces institutions restructurées. Le président Lincoln reconnut ce gouvernement provisoire comme autorité légale de toute la Virginie et le Congrès des États-Unis fit siéger les deux nouveaux sénateurs désignés par cette assemblée de Wheeling et les trois représentants élus par les districts sécessionnistes.
À l'automne 1861, les forces confédérées avaient été expulsées de la majeure partie des districts de la Virginie du nord-ouest, instaurant de facto cette zone comme celle où s'exerça l'autorité du gouvernement provisoire durant le conflit.

## Gouvernement de Wheeling
Bien avant le déclenchement de la guerre civile, un mouvement pour la création d'un État indépendant avait grandi dans la partie nord-ouest de la Virginie sise sur les monts Allegheny. Un obstacle majeur pour une admission séparée dans l'Union venait du fait que la Constitution des États-Unis interdit la création de nouveaux États issus d'États existants sans l'accord des autorités de l'État concerné. Le gouvernement provisoire fit valoir sa légitimité pour avoir gain de cause. L'Assemblée qui siégea entre les deux congrès de Wheeling ne parvint pas à faire passer une déclaration d'indépendance mais la seconde session l'approuva sous le nom de "État de Kanawha". Un référendum populaire pour la création de cet État fut organisé en octobre 1861 dans les comtés du nord-ouest de la Virginie. L'approbation des votants conduisit à la convocation d'une Assemblée constituante.
Durant les premiers débats de l'Assemblée constituante, le 3 décembre, Harmon Sinsel, du Comté de Taylor, déposa une motion pour qu'on retire le mot « Kanawha » de la Constitution du nouvel État. Le motif de la motion concernait le problème d'une possible confusion entre le nom du nouvel État et celui du Comté de Kanawha dans ce même État. En outre, s'exprima le désir, parmi les membres de l'Assemblée, de renvoyer à leur héritage virginien. Après bien des discussions, la motion passa par 30 voix contre 14 et un nouveau nom fut cherché.
Lors des discussions suivantes, les noms de "Allegheny", "Augusta", "Columbia", "New Virginia", "Vandalia", "West Virginia" et "Western Virginia" furent proposés. Il fut finalement décidé que chaque membre de l'Assemblée donnerait celui des noms qui avait sa préférence, et si l'un émergeait, il serait choisi. 30 des 44 votants choisirent "West Virginia" (Virginie-Occidentale). Ayant obtenu une nette majorité, ce devint le nom officiel du nouvel État. Un nouveau référendum, en avril 1862, approuva la Constitution du nouvel État, désormais nommé Virginie-Occidentale.
Le Congrès des États-Unis vota en faveur de la déclaration d'indépendance du nouvel État, sous condition que les esclaves y seraient émancipés et que certains comtés contestés seraient exclus. Lincoln, bien que réticent à diviser la Virginie en pleine guerre et focalisé sur la réunification du pays, parapha la déclaration le 31 décembre 1862. À Wheeling, les conditions supplémentaires nécessitèrent la convocation de l'Assemblée constituante et un nouveau vote populaire. L'indépendance fut finalement proclamée le 20 juin 1863.

## Gouvernement d'Alexandria
Après l'indépendance de la Virginie-Occidentale, le gouvernement provisoire renonça à son autorité sur les comtés du nouvel État et perdit ainsi la plus grande part du territoire qui n'était pas sous contrôle des Confédérés. Le gouverneur Francis Harrison Pierpont transporta le gouvernement provisoire à Alexandria, ce qui prit effet le 26 août 1863. Située en Virginie proprement dite, sur la rive du Potomac en face de Washington, D.C., la ville d'Alexandria demeura sous contrôle de l'Union toute la durée de la guerre. Le gouvernement provisoire revendiquait la légitimité de son pouvoir sur toute la partie de la Virginie qui n'était pas intégrée à la Virginie-Occidentale. Non content de ne pas reconnaître le gouvernement confédéré de Richmond, Pierpont l'avait décrit comme un « grand nombre d'esprits malfaisants [qui] se sont regroupés en groupes militaires animés de l'intention de renverser le gouvernement de cet État ; et dans cette intention ils ont appelé à leur rescousse des personnes d'autres États animés du même esprit qui, en conséquence de cet appel, ont envahi ce Commonwealth » ("large numbers of evil-minded persons [that] have banded together in military organizations with intent to overthrow the Government of the State; and for that purpose have called to their aid like-minded persons from other States, who, in pursuance of such call, have invaded this Commonwealth"). Mais hors des rares juridictions que le gouvernement de Pierpont tenait sous la protection fédérale, Richmond exerçait son contrôle sur l'État, par exemple pour la perception des taxes. Plusieurs localités envoyèrent des représentants tant à Alexandria qu'à Richmond.
Le gouvernement provisoire adopta une nouvelle Constitution de Virginie en 1864, laquelle reconnaissait l'existence de la Virginie-Occidentale, abolissait l'esclavage et excluait du vote les partisans des États confédérés d'Amérique. Cette Constitution ne fut appliquée, tout d'abord, que dans les zones sous contrôle de l'Union : plusieurs comtés du nord de l'État, la région de Norfolk et l’Eastern Shore.

## Déplacement à Richmond
Après la chute de Richmond et la fin de la guerre civile, en mai 1865, les membres de l'exécutif déplacèrent le gouvernement provisoire d'Alexandria à Richmond, qu'ils avaient toujours considéré comme leur capitale officielle. Une fois qu'il eut étendu son autorité à toute la Virginie, le gouvernement continua de fonctionner sous la Constitution de 1864 jusqu'à l'adoption de la Constitution de 1869. Quelques Virginiens de l'ouest exprimèrent leur préoccupation quant au fait que, une fois la Virginie réintégrée dans l'Union, son futur gouvernement pourrait chercher à contester la validité de la compétence du gouvernement provisoire quand celui-ci avait consenti à l'entrée de la Virginie-Occidentale dans l'Union. Pour apaiser ces inquiétudes, le Congrès des États-Unis fixa comme condition à la réintégration de la Virginie en son sein, la proclamation dans sa Constitution de 1869 que l'autorité qui avait créé l'État de Virginie-Occidentale par la partition de l'État de Virginie était légitime, et qu'ainsi, elle consentait rétroactivement à la création du nouvel État en 1863.